# توماش مازوركيفيتش
توماش مازوركيفيتش (بالبولندية: Tomasz Mazurkiewicz)‏ هو لاعب كرة قدم بولندي في مركز نصف الجناح، ولد في 23 نوفمبر 1981 في سوبوت في بولندا. شارك مع منتخب بولندا لكرة القدم. أما مع النوادي، فقد لعب مع أركا غدينيا وليغيا وارسو.

## وصلات خارجية
- توماش مازوركيفيتش على موقع قاعدة بيانات كرة القدم.إي يو (الإنجليزية)
- توماش مازوركيفيتش على موقع ناشيونال فوتبول تيمز (الإنجليزية)